# Diocesi di Surista
La diocesi di Surista (in latino: Dioecesis Suristensis) è una sede soppressa e sede titolare della Chiesa cattolica.

## Storia
Surista, nell'odierna Algeria, è un'antica sede episcopale della provincia romana della Mauritania Sitifense.
Unico vescovo conosciuto di questa diocesi africana è Aufidio, il cui nome appare al 38º posto nella lista dei vescovi della Mauritania Sitifense convocati a Cartagine dal re vandalo Unerico nel 484; Aufidio, come tutti gli altri vescovi cattolici africani, fu condannato all'esilio.
Dal 1933 Surista è annoverata tra le sedi vescovili titolari della Chiesa cattolica; dal 26 gennaio 2022 il vescovo titolare è Radosław Orchowicz, vescovo ausiliare di Gniezno.

## Cronotassi

### Vescovi residenti
- Aufidio † (menzionato nel 484)

### Vescovi titolari
- Oscar Zanera † (11 febbraio 1966 - 19 dicembre 1980 deceduto)
- Daniel Leo Ryan † (14 agosto 1981 - 22 novembre 1983 nominato vescovo di Springfield in Illinois)
- William Edwin Franklin (29 gennaio 1987 - 12 novembre 1993 nominato vescovo di Davenport)
- Stanislav Šyrokoradjuk, O.F.M. (26 novembre 1994 - 12 aprile 2014 nominato vescovo di Charkiv-Zaporižžja)
- Krzysztof Stefan Włodarczyk (7 maggio 2016 - 21 settembre 2021 nominato vescovo di Bydgoszcz)
- Radosław Orchowicz, dal 26 gennaio 2022